# Lake Baringo Airport
Lake Baringo Airport är en flygplats i Kenya. Den ligger i den centrala delen av landet, 230 km norr om huvudstaden Nairobi. Lake Baringo Airport ligger 978 meter över havet. Den ligger vid sjön Lake Baringo.
Terrängen runt Lake Baringo Airport är platt västerut, men österut är den kuperad. Runt Lake Baringo Airport är det glesbefolkat, med 11 invånare per kvadratkilometer. Trakten runt Lake Baringo Airport består i huvudsak av gräsmarker.